# Alexis Thorpe
Alexis Thorpe est une actrice américaine, née le 19 avril 1980 à Newport Beach.

## Filmographie

### Télévision
- 2000 : Les Feux de l'amour (2000 à 2002) : Brianna Miner
- 2002 : Des jours et des vies (2002 à 2005) : Cassie Brady
- 2004 : Dr House : Mindy (épisode Occam's Razor)
- 2005 : Nip/Tuck : Amber (épisode Derek, Alex and Gary)

### Cinéma
- 2001 : Pretty Cool : Tiffany Granger
- 2001 : Les Vampires du désert : Teddy
- 2003 : American Pie : Marions-les ! (American Pie 3) : Jennifer
- 2004 : Dark Shadows : Kelly Greer
- 2006 : Pledge This! : Morgan
- 2007 : Nightmare City 2035 : Kyla Bradley
- 2007 : The Unlikely's : Jennifer
- 2007 : The Man from Earth : Linda

## Anecdotes
- Elle mesure 1,70 m.
- Au lycée, elle était pom-pom girl.
- Elle jouait au golf et au basket à l'école.
- Elle a fait ses débuts d'actrice dans la série télévisée Les Feux de l'amour.
- Elle est sortie avec Kerr Smith, James Woods, Wilmer Valderrama et David Lago. Elle a d'ailleurs été fiancée à ce dernier, et depuis ils sont quand même restés amis.
- Elle est très amie avec Kirsten Storms (Des jours et des vies, Hôpital central).